# Frederick Maurice
Sir Frederick Barton Maurice GCB GCMG GCVO DSO (* 19. Januar 1871 in Dublin; † 19. Mai 1951 in Cambridge) war ein britischer General im Ersten Weltkrieg sowie militärwissenschaftlicher Dozent und Schriftsteller.

## Leben und Wirken

### Frühe Jahre
Der Sohn des Generalmajors John Frederick Maurice entschied sich wie sein Vater für die militärische Laufbahn. Sein Großvater Frederick Denison Maurice war ein Christlicher Sozialist und Gründer des Working Men’s College. Frederick Maurice absolvierte die St. Paul’s School und die Royal Military Academy Sandhurst und trat 1892 ins Derbyshire-Regiment ein.

### Militärkarriere
Zwischen 1897 und 1898 diente Frederick Maurice im Stab seines Vaters. Im Burenkrieg wurde er lobend erwähnt und im Alter von 29 Jahren zum Major ernannt. Nach seiner Rückkehr in die Heimat gehörte er unter anderem dem Stab von Douglas Haig im War Office an.
1913 wurde Frederick Maurice, so wie zuvor sein Vater, Lehrer am Staff College in Camberley und befreundete sich dort mit William Robertson.
Anfang des Ersten Weltkriegs nahm Maurice an der Schlacht von Mons teil, wurde aber von William Robertson, als dieser 1915 zum Chef des Imperialen Generalstabs aufstieg, zu führenden Positionen in dessen Umfeld berufen. 1916 wurde Maurice zum Generalmajor ernannt, im Januar 1918 erhielt er den Ritterschlag.

### Politische Aktion und Rücktritt
Zwei Monate später ging Maurice' militärische Laufbahn zu Ende. Am 9. April 1918 informierte Premierminister David Lloyd George das House of Commons, dass trotz schwerer Verluste im Jahre 1917 die Britische Armee in Frankreich stärker sei als zu Anfang des genannten Jahres. Lloyd George nannte auch detaillierte Zahlen zur Mannschaftsstärke der britischen Truppen im vorderen Orient. Frederick Maurice, zu dessen Aufgabe die Führung der einschlägigen Statistiken gehörte, wusste, dass die Angaben Lloyd Gorges unrichtig waren und dieser Parlament und Öffentlichkeit damit irreführte. Maurice war der Meinung, dass Lloyd George die Westfront bewusst ausdünnte, um so die Position von Douglas Haig zu unterminieren. William Robertson war bereits durch Henry Wilson abgelöst worden und Maurice befürchtete, dass Haig als nächster abgesetzt würde.
Maurice schrieb an Wilson einen Brief, in dem er auf Lloyd Georges unzutreffende Zahlen verwies, erhielt aber keine Antwort. Daraufhin traf Maurice die Entscheidung, die korrekten Zahlen publik zu machen. Er wusste, dass damit seine militärische Laufbahn zu Ende sein würde. In einem Brief an seine Tochter Nancy rechtfertigte sich Maurice damit, als „Gerechter“ im Sinne der christlichen Aufgabe zu handeln. (I am persuaded that I am doing what is right, and once that is so, nothing else matters to a man. That is I believe Christ meant when he told us to forsake father and mother and children for his sake.)
Maurices Brief wurde am 7. Mai 1918 von den führenden britischen Zeitungen veröffentlicht und wurde zur Sensation. Maurice wurde sofort vom Dienst suspendiert. Im Parlament kam es am 9. Mai zur Vertrauensabstimmung über den Premierminister. Obwohl viele Mitglieder des Hauses die Vorwürfe von Maurice für zutreffend hielten, wollte die Mehrheit nicht in einer kritischen Phase des Krieges die dynamische Führerfigur Lloyd George verlieren. Der Premier  gewann die Abstimmung mit deutlicher Mehrheit.
Maurice wurde wegen seiner Disziplinwidrigkeit zum Rücktritt aus der Armee gezwungen. Das von ihm angestrebte Kriegsgerichtsverfahren, in dem er sich hätte rechtfertigen können, wurde ihm verweigert.
In der Folge wurde Maurice Militärkorrespondent des Daily Chronicle, dessen Chefredakteur Robert Donald zuvor ein enger Freund von Lloyd George gewesen war. Lloyd George ließ daraufhin im Oktober 1918 die Zeitung von einer Gruppe seiner Freunde unter Führung von Henry Dalziel kaufen. Robert Donald und Frederick Maurice mussten das Blatt verlassen. In der Folgezeit arbeitete Maurice als Militärkorrespondent für The Daily News.

### Zum Begriff der „Dolchstoßlegende“
Ein Artikel Maurice' vom 12. November 1918 diente angeblich als Grundlage zu jenem Artikel in der Neuen Zürcher Zeitung vom 17. Dezember 1918, der als Ausgangspunkt für die Bezeichnung der von Hindenburg, Ludendorff und der deutschen Rechten in der Zwischenkriegszeit vertretenen „Dolchstoßlegende“ gilt. Maurice verwahrte sich allerdings stets dagegen, selbst die Formulierung vom Dolchstoß von hinten („stabbed in the back“) verwendet zu haben.

### Schriften zum Ersten Weltkrieg
Maurice schrieb in den folgenden Jahren mehrere Bücher über den Ersten Weltkrieg, darunter Intrigues of the War (1922), Governments and War (1926), British Strategy (1929) und The Armistices of 1918 (1943).

### Spätere Tätigkeit
In Fortsetzung der sozialen Tradition seines Großvaters Frederick Denison Maurice fungierte Maurice als Direktor des Working Men’s College (1922–1933) sowie des East London College (1933–44). 1926 wurde er zum  Professor of Military Studies der London University ernannt. Der hoch geschätzte Vortragende unterrichtete auch lange Jahre am Trinity College der Universität Cambridge.
Maurice war einer der Mitgründer und von 1932 bis 1948 Präsident der karitativen Veteranenorganisation The Royal British Legion.
Maurice war der Vater der bekannten Cambridge-Ökonomin Joan Robinson.